# رسول ارونقی کرمانی
رسول ارونقی کرمانی (زاده ۱۳۰۹ در کرمان- درگذشته ۳۰ مهر ۱۳۹۶) نویسنده ایرانی بود. او یکی از مشهورترین، محبوب‌ترین و پرفروش‌ترین پاورقی‌نویسان ایران در دهه‌های ۳۰، ۴۰ و ۵۰ خورشیدی بود و آثارش خوانندگان بسیاری داشت.
ارونقی کرمانی در آمریکا زندگی می‌کرد.

## زندگی‌نامه
رسول در سال ۱۳۰۹ و در شهر کرمان، از پدری اهل ارونق آذربایجان و مادری کرمانی به‌دنیا آمده و نام فامیلی خود را به خاطر تجلیل از این دو استان کشور برگزیده است. او کودکی را در تبریز و جوانی را در تهران گذراند و پس از انقلاب به آمریکا مهاجرت کرد.
او در ۳۰ مهر ۱۳۹۶ در آمریکا درگذشت.

## فعالیت حرفه‌ای
ارونقی کرمانی کار مطبوعاتی خود را در سن ۲۲ سالگی با خبرنگاری و روزنامه‌نگاری در روزنامه اطلاعات آغاز کرد و تا پایان فعالیت حرفه‌ای‌اش همان‌جا ماند. او پس از مدتی به سمت سردبیری مجله اطلاعات هفتگی منصوب شد و ۱۳ سال سردبیری این نشریه را بر عهده داشت. دورهٔ سردبیری ارونقی کرمانی در اطلاعات هفتگی را دوره‌ای «موفق» و «پرتیراژ» دانسته‌اند.
از ارونقی کرمانی آثار بسیاری به صورت پاورقی یا در قالب کتاب مستقل منتشر شده‌است.
اسماعیل جمشیدی در مجله بخارا راجع به ارونقی کرمانی نوشته‌است: 
«ارونقی کرمانی آدمی بود فوق‌العاده باذوق و مبتکر و با شمّ قوی، سازنده تیراژ و مسلّط به ذوق مردم. او از همان آغاز کارش به‌عنوان سردبیر موقت توانسته بود فقط با اتکاء به شمّ قوی و ذوق سرشاری که در حرفهٔ روزنامه‌نگاری داشت فروش مجلّه را بالا ببرد. طوری که همواره جزو دو سه مجلهٔ اول از نظر تیراژ در کشورمان باشد، همین پیروزی موجب شد عباس مسعودی مدیر و بنیانگذار مؤسسهٔ اطلاعات که به موفقیّت نشریاتش بسیار اهمّیّت می‌داد او را در پُست سردبیری این مجله (اطلاعات هفتگی) نگه دارد، عنوانی که تا پایان سال ۵۷ و قبل از مهاجرتش به آمریکا از آنِ او بود.
ارونقی کرمانی چند حُسن داشت و چند عیب (مثل همهٔ ما آدم‌ها). حُسنش این بود که در کار سردبیری فقط به مجله‌اش فکر می‌کرد و برای همین دنبال آدم‌های به درد بخور مورد نیازش می‌رفت و از بزرگ کردن و چاپ عکس خبرنگار و درشت نوشتن اسم نویسنده و خبرنگار ابایی نداشت، از هر چه که موجب افزایش خواننده‌اش و بالا رفتن تیراژ مجله‌اش می‌شد استقبال می‌کرد، دلخوری‌ها
و رنجش را کنار می‌گذاشت و به سراغ نویسنده و خبرنگار فعال و مبتکر می‌رفت، در واقع همین سردبیر بود که مرا از داستان‌نویسی برای مجلات (کار مورد علاقهٔ اولیه‌ام) به گزارش‌نویسی کشاند».

### سبک نگارش
اکثر آثار او در ژانر عاشقانه و اجتماعی بوده‌است. برخی افراد سبک نگارش او را دارای «دریدگی زننده» دانسته و نوشته‌های او را «هرزه‌نگاری» خوانده‌اند.

## اقتباس‌های سینمایی
محبوبیت آثار ارونقی کرمانی به گونه‌ای بود که اقتباس سینمایی از آثار او می‌توانست تضمین‌کنندهٔ فروش فیلم در گیشه باشد، به همین علت در دههٔ ۵۰ از داستان‌های او چندین اقتباس سینمایی صورت گرفته‌است. از جملهٔ این اقتباس‌ها می‌توان به «امشب دختری می‌میرد» (۱۳۴۸) ساخته مصطفی عالمیان و «خاطرخواه» (۱۳۵۱) ساخته امیر شروان اشاره کرد.
البته ارونقی کرمانی خود با موضوع سینما بر سر مهر نبود و شأن پاورقی را بالاتر از سینما می‌دانست. او در مصاحبه‌ای گفته بود: «پاورقی در سینما حرام است».

## معرفی برخی از آثار
از جمله آثار این نویسنده می‌توان به موارد ذیل اشاره کرد:
- افسانه‌های مادر من
- عشق دلقک
- امشب دختری می‌میرد (۱۳۴۱)
- نگین (۱۳۴۲)
- شهر باران (۱۳۴۲)
- آواره (۱۳۴۲)
- نفرین (۱۳۴۳)
- خروس چهل تاج (۱۳۴۳)
- دلهره (۱۳۴۳)
- دختر شالیزار (۱۳۴۳)
- در تهران کفش پاشنه‌بلند نخواهم پوشید (۱۳۴۳)
- زورق طلایی (۱۳۴۴)
- گلایل وحشی (۱۳۴۴)
- زندگی قصه می‌سازد (۱۳۴۵)
- گلین (۱۳۴۹)
- فرزندان شیطان (۱۳۴۹)
- داستان «بابا نان داد» (۱۳۴۹)
- خاطرخواه (۱۳۵۱)
- سال‌های شتاب (۱۳۵۲)
- یک آدمکش اجاره داده می‌شود
- ساعات ناامیدی
- گریز پا
- شب و هوس
- شبی که سحر نداشت

### فرزندان شیطان
«فرزندان شیطان» رمانی بلند با موضوع اعتیاد به هرویین است. شخصیت اصلی و در واقع ضد قهرمان کتاب، جوانی از یک خانواده متوسطِ سالمِ شهری است که طی رویدادهایی که خود مقصر اصلی آن است، به دام اعتیاد گرفتار می‌شود. او برای تأمین مخارج اعتیاد، به دزدی از اعضای خانواده دست می‌زند. کم‌کم از دله‌دزدی عبور می‌کند و زیورآلات تنها خواهرش را می‌دزدد و خرج اعتیادش می‌کند. او وقتی دیگر چیزی در خانه برای دزدیدن نمی‌یابد، پس‌اندازها و پول‌های توجیبی خواهرش را هم به‌عنوان قرض از او می‌گیرد. نهایتاً وقتی خواهرش دیگر پولی ندارد که به او قرض بدهد، حاضر می‌شود طلاهایش را در اختیار او بگذارد و تازه آن‌جا است که از به سرقت رفتن طلاهایش مطلع می‌شود. جوان معتاد مجبور می‌شود پیش خواهرش به اعتیاد و سرقت طلاهای او اعتراف کند و می‌گوید که هرچه خود داشته، پول‌هایی که از او به بهانه‌های واهی و دروغگویی و دوز و کلک گرفته و پولی که از فروش طلاها به دست آورده، همه را به مصرف خرید هرویین رسانده‌است. خواهر که هیچ ایده و شناخت درستی از اعتیاد ندارد، با دلسوزی می‌گوید که: چرا دزدی! من تو را از همه دنیا بیشتر دوست دارم. اگر می‌گفتی، خودم همه طلاها را به تو می‌دادم و بعد دو، سه قطعه طلای دیگری را هم که از چشم برادرش پنهان مانده به او می‌دهد.
پایان داستان به این شکل است که اعتیاد، آن جوان معتاد را به دیوی تبدیل می‌کند که با نقشه قبلی خواهر خود را، که برادرش را بیشتر از جان دوست دارد، به دام اعتیاد می‌کشاند. وقتی کار اعتیاد خواهرش بالا می‌گیرد، هر دو از خانه بیرون می‌زنند و او را وسیله کسب درآمد برای رهایی از خماری و رسیدن به نشئگی و خلسه قرار می‌دهد.

### خاطرخواه
داستان عشق جوان دلداده‌ای به نام «سیروس» که تنها فرزند خانوادهٔ اسم و رسم داری است که عاشق یک زن روسپی شده و با وی ازدواج می‌کند.

### امشب دختری می‌میرد
داستان «امشب دختری می‌میرد» را مهمترین داستان ارونقی کرمانی می‌دانند. این اثر در زمان انتشار، بسیار جریان‌ساز شد، به‌گونه‌ای که نویسندگان بسیاری به تقلید از آن روی آوردند.
خلاصهٔ داستان چنین است که: «همایون» که خبرنگار روزنامه است به‌طور اتفاقی دفتر خاطرات دختری با نام «پروین» را می‌یابد که در صفحه‌ای از آن اشاره به قصد خودکشی او شده‌است. همایون روز بعد در مصاحبهٔ مطبوعاتی پدر دختر، «جمشید تهرانی» که برای تشریح سفر مهمش صورت گرفته شرکت می‌کند و بدین ترتیب با پروین و نامادری او «فیروزه» آشنا می‌شود. همایون کم‌کم درمی‌یابد پروین از رابطهٔ مخفی نامزدش خسرو و نامادریش رنج می‌برد و یارای گفتن این مطلب را به پدرش ندارد. همایون سعی می‌کند پروین را یاری دهد که در وهلهٔ اول موفق نمی‌شود. سرانجام همایون موفق می‌شود که او را به ادامهٔ زندگی امیدوار سازد.

### شبی که سحر نداشت
در این داستان، «قیزل قیز» دختری است با موهایی به رنگ طلا که پسر داروغهٔ شهر تبریز عاشقش می‌شود. پدر دختر که از تجار تبریز است، برای فرار ازاین ازدواج، با قیزل قیز و دایه‌اش راهی کربلا می‌شوند. در راه، مردی، غلام سیاهی را به نام «ببر» به او می‌بخشد. قیزل قیز عاشق ببر می‌شود و ببر هم به آن دختر، دل می‌بازد. پس از بازگشت از سفر پدر قیزل قیز تصمیم می‌گیرد او را به عقد ببر دربیاورد. داروغه پس از اطلاع از این موضوع، توطئه‌ای می‌چیند و ببر را دستگیر می‌کند و در پی آن، اتفاقاتی رخ می‌دهد که برای همیشه زندگی قیزل قیز و ببر را تحت تأثیر قرار می‌دهد.

### بابا نان داد
در این داستان، تاجرزاده‌ای، عاشق دختری شده با او ازدواج می‌کند، اما به علت این که آن دو صاحب فرزند نمی‌شوند، به اصرار خانواده از هم جدا می‌شوند، بعد از آن، دختر با مرد دیگری ازدواج می‌کند؛ اما چون تاجرزاده هم چنان دختر را دوست دارد، او را می‌رباید و…

## انتشار مجدد آثار پس از انقلاب
در سال ۱۳۸۴، دو کتاب «بابا نان داد» و «شبی که سحر نداشت» توسط انتشارت اشراقی و انتشارات فرادیدنگار و انتشارات بدرقه جاویدان برای نخستین بار پس از انقلاب اسلامی با نام واقعی او بازنشر شد. پیش از این تاریخ، ارونقی کرمانی آثار خود را با نام‌های مستعار «م - خورشید» و «الف - خورشید» در ایران پسا انقلاب منتشر می‌ساخت.